# Os Condenados da Terra
Os Condenados da Terra (em francês: Les Damnés de la Terre) é considerada uma das obras nacionalistas sobre colonialismo e fascismo de Fanon que critica o racismo contra a África multiétnica e suas favelas.

## "Sobre a violência"
A primeira seção é intitulada "Sobre a violência". É uma explicação detalhada da violência em relação ao mundo colonial e ao processo de descolonização. Fanon parte da premissa de que a descolonização é, por definição, um processo violento sem exceção. O objetivo desse processo é a eventual substituição de um grupo de humanos por outro, e esse processo só se completa quando a transição é total. Essa concepção de descolonização é baseada na construção do mundo colonial por Fanon. Por meio de suas observações, ele concluiu que todas as estruturas coloniais são, na verdade, sociedades aninhadas que não são complementares. Ele usa a lógica aristotélica em que a colônia seguiu o "princípio da exclusividade recíproca". Com base nessa conclusão, Fanon caracteriza a avaliação da população nativa pela classe dos colonos como desumanizante. Os colonos literalmente não veem os nativos como membros da mesma espécie. Os nativos são incapazes de ética e, portanto, são a personificação do mal absoluto (p. 32) em oposição aos colonos cristãos que são forças do bem. Para o colonizado a subjetividade é sempre dirigida contra ele.
Uma das consequências temporárias da colonização de que fala Fanon é a divisão do nativo em três grupos. O primeiro é o trabalhador nativo que é valorizado pelo colono por seu trabalho. O segundo grupo é o que ele chama de "intelectual colonizado" (p. 47). Esses são, pelos padrões ocidentais, os membros mais educados do grupo nativo que, de muitas maneiras, são recrutados pelo colono para serem porta-vozes de suas opiniões. Os colonos haviam "implantado na mente do intelectual colonizado que as qualidades essenciais permanecem eternas, apesar dos erros que os homens podem cometer: as qualidades essenciais do Ocidente, é claro" (p. 36); esses intelectuais estavam "prontos para defender o pedestal greco-latino" (p. 36) contra todos os inimigos, colonos ou nativos. O terceiro grupo descrito por Fanon é o lumpemproletariado . Esse grupo é descrito no marxismo como a classe mais pobre; aqueles que estão fora do sistema porque têm tão pouco. Este grupo é freqüentemente rejeitado pelos marxistas como incapaz de ajudar na organização dos trabalhadores, mas Fanon os vê de forma diferente. Para ele, o lumpemproletariado será o primeiro a descobrir a violência diante do colono (p. 47).
Fanon não é totalmente compreensivo com o nativo. Ele se refere ao nativo como contendo sua agressividade por meio de mitos aterrorizantes que são tão freqüentemente encontrados em comunidades subdesenvolvidas (p. 43).
Uma vez que a ideia de revolução é aceita pelo nativo, Fanon descreve o processo pelo qual ela é debatida, ajustada e finalmente implementada. De acordo com Fanon, a revolução começa como uma ideia de mudança sistemática total e, por meio da aplicação real a situações do mundo real, é diluída até se tornar uma pequena mudança de poder dentro do sistema existente. "[Os] pacifistas e legalista ... para ser franco o suficiente, a demanda . . . 'Dê-nos mais poder '", mas o “intelectual nativo revestiu sua agressividade com seu desejo mal velado de assimilar-se ao mundo colonial”. A burguesia colonialista oferece a não violência e depois o compromisso como novas formas de sair da violência da descolonização; estes também são mecanismos para embotar e degradar o movimento. Um exemplo disso é a recém-independente República do Gabão, que se tornou independente da França em 1960 e, posteriormente, o novo presidente, Léon M'ba, disse "O Gabão é independente, mas entre o Gabão e a França nada mudou; tudo continua como antes" (citado em Wretched of the Earth, p. 52). Para Fanon, este é o exemplo perfeito de um movimento de descolonização que foi enfraquecido pela hesitação de seus líderes. Para combater isso, "os países recém-independentes do Terceiro Mundo são instados a não emular as sociedades decadentes do Ocidente (ou Oriente), mas a traçar um novo caminho na definição das relações humanas e internacionais" (Fairchild, 2010, p. 194).

## "Sobre a Cultura Nacional"

### Resumo
No ensaio "On National Culture" publicado em The Wretched of the Earth, Fanon se propõe a definir como uma cultura nacional pode emergir entre as nações africanas outrora e, na época de seu lançamento em 1961, ainda colonizadas. Em vez de depender de uma compreensão orientalizada e fetichizada da história pré-colonial, Fanon argumenta que uma cultura nacional deve ser construída sobre a resistência material de um povo contra a dominação colonial. Fanon narra o ensaio referindo-se ao que chama de 'intelectual colonizado'.

#### O retorno à história pré-colonial
Para Fanon, os colonizadores tentam escrever a história pré-colonial de um povo colonizado como uma "barbárie, degradação e bestialidade", a fim de justificar a supremacia da civilização ocidental. :149 Para perturbar a supremacia da sociedade colonial, escreve Fanon, o intelectual colonizado sente a necessidade de retornar à sua cultura dita 'bárbara', para provar sua existência e seu valor em relação ao Ocidente.  :155
Fanon sugere que intelectuais colonizados freqüentemente caem na armadilha de tentar provar a existência de uma cultura africana ou "negra" comum. :150 Isso aponta para o que Fanon vê como uma das limitações do movimento Negritude. Ao articular uma identidade continental, baseada na categoria colonial do 'Negro', Fanon argumenta que “os homens que se propuseram a encarná-la perceberam que toda cultura é antes de mais nada nacional”.  :154
Em vez de uma cultura, o intelectual enfatiza tradições, costumes e clichês, que romantizam a história de uma forma semelhante à do colono. :158 O desejo de reconsiderar a história pré-colonial da nação, mesmo que resulte em clichês orientalizados, ainda marca uma importante virada de acordo com Fanon, pois ao rejeitar o eurocentrismo normalizado do pensamento colonial, esses intelectuais fornecem uma "condenação radical" do colonialismo e de seu maior empreendimento.  :158 Esta condenação radical atinge todo o seu sentido quando consideramos que o "objetivo final da colonização", segundo Fanon, "era convencer os indígenas de que os salvaria das trevas".  :148 Uma recusa persistente dos povos indígenas em admoestar as tradições nacionais em face do domínio colonial, segundo Fanon, é uma demonstração de nacionalidade, mas que se apega a uma ideia fixa da nação como algo do passado, um cadáver.  :172

#### Luta como local da cultura nacional
Em última análise, Fanon argumenta que o intelectual colonizado terá que perceber que uma cultura nacional não é uma realidade histórica esperando para ser descoberta em um retorno à história e tradição pré-colonial, mas já existe na realidade nacional atual. :161 Lutar pela libertação nacional é lutar pelo terreno onde uma cultura pode crescer,  :168 uma vez que Fanon conclui que uma cultura nacional não pode existir sob condições de dominação colonial.  :171
Uma virada decisiva no desenvolvimento do intelectual colonizado é quando eles param de se dirigir ao opressor em seu trabalho e passam a se dirigir ao seu próprio povo, sendo que muitas vezes, isso produz o que Fanon chama de "literatura de combate", um escrito que exorta o povo a empreender a luta contra o opressor colonial. :173 Essa mudança se reflete em todos os modos de expressão artística entre a nação colonizada, da literatura à cerâmica, à cerâmica e à narração oral de histórias.  :175 Fanon usa especificamente o exemplo de contadores de histórias argelinos, mudando o conteúdo e a narração de suas histórias tradicionais para refletir o momento presente de luta contra o domínio colonial francês.  :174 Ele também considera o movimento do bebop jazz na América como uma virada semelhante, por meio da qual os músicos de jazz negro começaram a se desvincular da imagem imposta a eles por um imaginário sulista branco.  :176 Enquanto o tropo comum dos músicos de jazz afro-americanos era, de acordo com Fanon, "um velho 'negro', cinco uísques em seu currículo, lamentando seu infortúnio", o bebop estava cheio de uma energia e dinamismo que resistia e minava o tropo racista comum .  :176
Para Fanon, a cultura nacional está intimamente ligada à luta pela própria nação, o ato de viver e se engajar com a realidade presente que dá origem à gama de produções culturais, sendo que isso pode ser melhor resumido na ideia de Fanon de substituir o 'conceito' pelo 'músculo'. :157

#### Em direção a uma consciência internacional
Concluindo o ensaio, Fanon tem o cuidado de apontar que a construção de uma cultura nacional não é um fim em si mesma, mas uma 'etapa' em direção a uma solidariedade internacional maior.(Os condenados da terra, p. 268) :180 A luta pela cultura nacional induz uma ruptura com o status inferior que foi imposto à nação pelo processo de colonização, que por sua vez produz uma 'consciência nacional' sendo que essa consciência nacional, nascida da luta empreendida pelo povo, representa a forma mais elevada de cultura nacional, segundo Fanon.(p. 280) :179 Por meio desse processo, a nação libertada emerge como um jogador igual no cenário internacional, onde uma consciência internacional pode descobrir e promover um conjunto de valores universalizantes.  :180

## Recepção
Em seu prefácio à edição de 1961 de Os Condenados da Terra, Jean-Paul Sartre apoiou a defesa de Frantz Fanon da violência pelo povo colonizado contra o colonizador, como necessária para sua saúde mental e libertação política; Sartre mais tarde aplicou essa introdução em Colonialism and Neocolonialism (1964), uma crítica político-filosófica do colonialismo argelino da França.
No prefácio da edição de 2004 de The Wretched of the Earth, Homi K. Bhabha criticou a introdução de Sartre, afirmando que ela limita a abordagem do leitor ao livro para se concentrar em sua promoção da resistência violenta à opressão.  Entrevistada em 1978 na Howard University, Josie disse, “quando Israel declarou guerra aos países árabes, houve um grande movimento pró-sionista em favor de Israel entre os intelectuais ocidentais (franceses). Sartre participou desse movimento. Ele assinou petições favorecendo Israel. Senti que suas atitudes pró-sionistas eram incompatíveis com o trabalho de Fanon ". Anthony Elliott escreve que The Wretched of the Earth é uma obra "seminal".
Em particular, Robert JC Young credita parcialmente a Fanon por inspirar um interesse sobre a maneira como a experiência humana individual e a identidade cultural são produzidas na escrita pós-colonial.

### Crítica
Alguns teóricos que trabalham com estudos pós-coloniais criticaram o compromisso de Fanon com a nação como reflexo de uma tendência essencialista e autoritária em seus escritos. :72 Em resposta a "Sobre a cultura nacional", Christopher L. Miller, professor de estudos afro-americanos e franceses na Universidade de Yale, acusa Fanon por ver a nação como o local inquestionável de resistência anticolonial, uma vez que as fronteiras nacionais foram impostas aos povos africanos durante a Partilha da Africa.:48 Segundo Miller, a falta de atenção à imposição e artificialidade das fronteiras nacionais na África esquece as diferenças culturais e linguísticas de cada país que tornam problemática a teorização de uma cultura nacional unificada, como faz Fanon.:48 Miller também critica Fanon por seguir muito do "pensamento ocidental pós-Iluminismo" ao tratar histórias particulares ou locais como subordinadas à luta universal ou global da nação.:50
Neil Lazarus, professor da Warwick University, sugeriu que "On National Culture" de Fanon enfatiza exageradamente um senso de consciência política unificada sobre o campesinato em sua luta para derrubar os sistemas coloniais de poder.:78 Em particular, Lazarus argumenta que a ideia de uma 'consciência nacional' não se alinha com a história da Revolução Argelina, na qual Fanon esteve fortemente envolvido, pois quando o país conquistou a independência em 1962 após uma guerra de libertação de 8 anos, a população foi amplamente desmobilizado.  :78 Na visão de Lázaro, a militância camponesa na análise de Fanon torna-se a justificativa exata para sua teoria, embora não exista necessariamente no sentido material.  :80
O Bhabha escreveu que a dedicação de Fanon a uma consciência nacional pode ser lida como uma demanda "profundamente perturbadora" por homogeneidade cultural e o colapso da diferença. :x Bhabha, no entanto, sugere que a visão de Fanon é de estratégia e qualquer foco na homogeneidade da nação não deve ser interpretado como "nacionalismo tacanho", mas uma tentativa de quebrar os binários impostos da era da Guerra Fria de capitalismo vs. socialismo ou Oriente vs. Oeste. :xvi, xvii

### Essencialismo estratégico
O essencialismo estratégico é um conceito popular nos estudos pós-coloniais, que foi cunhado por Gayatri Chakravorty Spivak na década de 1980. O conceito reconhece a impossibilidade de definir um conjunto de atributos essenciais a um grupo ou identidade, mas também reconhece a importância de algum tipo de essencialismo para mobilizar para a ação política. Isso ressoa com o argumento de Fanon em 'Sobre a cultura nacional', uma vez que qualquer essencialismo da identidade cultural nacional foi basicamente um passo estratégico para superar a assimilação do colonialismo e construir uma consciência internacional onde binários de colonizado e colonizador foram dissolvidos.

### Relação com o movimento Negritude
"On National Culture" é também uma reflexão notável sobre a complexa história de Fanon com o movimento Negritude. Aimé Césaire, professor de Fanon e importante fonte de inspiração intelectual ao longo de sua carreira, foi o cofundador do movimento. Embora o pensamento de Fanon muitas vezes se cruzasse com figuras associadas à Negritude, incluindo um compromisso para livrar o humanismo de seus elementos racistas e uma dedicação geral ao Pan-africanismo em várias formas,  :344,348 "Sobre a Cultura Nacional" foi bastante crítico do movimento Negritude especialmente considerando seu contexto histórico.  Os problemas e soluções apresentados pelo congresso, inspirados como eram pelo movimento, freqüentemente giravam em torno da presunção de que existia uma cultura negra africana unificada. Alioune Diop, falando como uma das figuras-chave do movimento na conferência, disse que a Negritude pretendia avivar a cultura negra com qualidades indígenas da história africana, mas não fez menção a uma luta material ou a uma dimensão nacionalista.   Em uma parte do ensaio escrito depois que ele fez o discurso na conferência, Fanon foi especialmente crítico dos escritores e políticos proeminentes da Negritude Jacques Rabemananjara e Léopold Sédar Senghor, :169 que clamavam pela unidade cultural negra, mas se opunham à tentativa de independência da Argélia nas Nações Unidas.

## Traduções
- em persa por Ali Shariati
- em Sinhala por Richard Vijayasiri, Mihithalaye Asaranayo
- em turco por Lütfi Fevzi Topaçoğlu
- em hebraico por Orit Rosen
- em coreano por Kyungtae Nam
- em japonês por Michihiko Suzuki e Kinuko Urano
- em árabe por Sami Al Droubi e Jamal al-Atassi
- em holandês por Han Meijer
- em servo-croata por Vera Frangeš (Stvarnost, Zagreb, 1972)
- em albanês por Muhamedin Kullashi, (Rilindja, Pristina, 1984)
- em Sindi por Abdul Wahid Aaresar, Mitti Hana Manhun
- em tcheco por Vít Havránek, Psanci teto země (2015)
- em português por António Massano, Os Condenados da Terra (Letra Livre, 2015)
- em esloveno por Maks M. Veselko, Upor prekletih (Cankarjeva založba, 1963)
- em sueco por Ulla Swedberg, Jordens fördömda (1962)
- em urdu por Sajjad Baqir Rizvi, Uftaadgan-e-Khaak (1969)
- em polonês por Hanna Tygielska, Wyklęty lud ziemi (Państwowy Instytut Wydawniczy, Warszawa 1985)
- em inglês por Constance Farrington (Grove Press, 1963)
- em inglês por Constance Farrington (Penguin Books, 2001)
- em inglês por Richard Philcox (Grove Press, 2004)
- em espanhol por Julieta Campos (1963, primeira edição em espanhol, Fondo de Cultura Económica)
- em alemão por Traugott König